# 第60回日本レコード大賞
第60回日本レコード大賞（だい60かいにほんレコードたいしょう）は、日本作曲家協会が主催する60回目の日本レコード大賞。2018年（平成30年）12月30日に新国立劇場で発表音楽会が開催された。平成最後の日本レコード大賞である。
発表音楽会の模様は、TBSテレビ・TBSラジオをキーステーションに全国で放送された。
ノミネートおよび各賞発表は、11月16日に主催者から発表された。また総合司会者は、11月27日にTBSテレビから発表された。なお、レコード大賞と最優秀新人賞以外の表彰式は、12月17日にTBS放送センターで行われた。

## 概要
第60回日本レコード大賞は、女性アイドルグループの乃木坂46が歌唱した「シンクロニシティ」に決定した。乃木坂46は2年連続の受賞。2年連続の大賞受賞は、2014年、2015年に受賞した三代目J Soul Brothers from EXILE TRIBE以来である。また女性アーティストの受賞は第58回（2016年）の西野カナから3年連続となり、レコードレーベルのSMEも3年連続の受賞。
最優秀新人賞は、長良プロダクションに所属する演歌歌手の辰巳ゆうとが受賞した。男性演歌歌手が最優秀新人賞を受賞したのは第50回（2008年）のジェロ以来10年ぶりで、日本人の演歌歌手だと第42回（2000年）の氷川きよし以来18年ぶりとなった。
平均視聴率は第1部（17:30 - 19:00）が昨年より2.3%増の14.8%、第2部（19:00 - 23:00）が昨年より2.3%増の16.7%だった（いずれもビデオリサーチ調べ、関東地区・世帯・リアルタイム）。

## 放送時間
今回以降、ローカルセールス枠での「序章」はない。
テレビ放送　
- 第1部…17:30 - 19:00（JNN28局ネット）
- 第2部…19:00 - 23:00（JNN28局ネット）

ラジオ放送
- 17:30 - 23:00（JRN系列ネット）
同時ネット局：TBSラジオ（製作局）、北海道放送、CBCラジオ
18:00飛び乗り：福井放送
18:30飛び乗り：北陸放送
19:00飛び乗り：大分放送、琉球放送

## 司会

### 総合司会
- 安住紳一郎（TBSアナウンサー）
- 土屋太鳳

### 進行アナウンサー
- 江藤愛（TBSアナウンサー）
- 古谷有美（TBSアナウンサー）

### ラジオ中継進行
- 駒田健吾（TBSアナウンサー）

## 受賞作品・受賞者一覧

### 日本レコード大賞
- 「シンクロニシティ」[3]
  - 歌手:乃木坂46
  - 作詞・プロデューサー:秋元康
  - 作曲・編曲:シライシ紗トリ
  - 所属事務所:乃木坂46合同会社
  - レコード会社:ソニー・ミュージックエンタテインメント/ソニー・ミュージックレーベルズ

### 優秀作品賞（大賞ノミネート作品）
- 欅坂46 「アンビバレント」
- 三山ひろし 「いごっそ魂」
- TWICE 「Wake Me Up」
- SEKAI NO OWARI 「サザンカ」
- 氷川きよし 「勝負の花道」
- 乃木坂46 「シンクロニシティ」
- AKB48 「Teacher Teacher」
- 三浦大知 「Be Myself」
- 西野カナ 「Bedtime Story」
- DA PUMP 「U.S.A.」

### 最優秀新人賞
- 辰巳ゆうと

### 新人賞（最優秀新人賞ノミネート）
- STU48
- 辰巳ゆうと
- Chuning Candy
- BiSH

### 最優秀歌唱賞
- MISIA

### 特別賞
- 小室哲哉
- サザンオールスターズ
- DA PUMP
- 米津玄師

### 最優秀アルバム賞
- 米津玄師 「BOOTLEG」

### 優秀アルバム賞
- THE BEATNIKS 「EXITENTIALIST A XIE XIE」
- 和楽器バンド 「オトノエ」
- 大竹しのぶ 「SHINOBU avec PIAF」
- 宇多田ヒカル 「初恋」

### 日本作曲家協会選奨
- 純烈

### 功労賞
- 佐野博美（サックス奏者）
- 白根一男（歌手）
- 松島アキラ（歌手）

### 特別功労賞
- 井上堯之（ギタリスト、作曲家）
- 小田裕一郎（作曲家）
- 樹木希林（女優、歌手）
- 西城秀樹（歌手）
- 前田憲男（ジャズピアニスト、作曲家）
- 森岡賢一郎（作曲家）

### 作曲賞
- 丸谷マナブ 「世界はあなたに笑いかけている」（歌唱：Little Glee Monster）

### 作詩賞
- 松井五郎 「恋町カウンター」（歌唱：竹島宏）、「さらせ冬の嵐」（歌唱：山内惠介）

### 編曲賞
- 久保田真悟（Jazzin'park） 「もし君を許せたら」（歌唱：家入レオ）

### 企画賞
- JUJU 「I」
- 和田アキ子withBOYS AND MEN研究生 「愛を頑張って」
- 市川由紀乃&横山剣（クレイジーケンバンド） 「雨に濡れて二人」
- 菅原洋一 「歌い続けて60年 ふり返ればビューティフルメモリー -85才の私からあなたへ-」
- 島津亜矢 「SINGER5」
- スキマスイッチ 「スキマノハナタバ 〜Love Song Selection〜」
- 「Deserie - Doo Wop Nuggets Vol. 1」

「Your Tender Lips - Doo Wop Nuggets Vol. 2」
「That's My Desire - Doo Wop Nuggets Vol. 3」
監修・選曲・解説：山下達郎
- 北島兄弟（北山たけし&大江裕） 「ブラザー」
- 前川清 「前川清大辞典」

## TV中継主なスタッフ
- ナレーション：ジョン・カビラ
- ＜新国立劇場＞
  - TM：近藤明人
  - TP：高岡崇靖
  - TD：中野啓
  - カメラ：小笠原朋樹
  - カムリモート：野坂和恵
  - テクノクレーン：坂野昇
  - VE：鈴木昭平
  - 照明：近藤明人、原昇
  - ムービング：鹿野功
  - 音声：森和哉、相馬敦
  - PA：池戸和幸、小暮倫見
  - 音効：岡本智宏
  - 連絡回線：小池真一
  - プロンプター：田中晶子、伊藤明日香
- 美術プロデューサー：山口智広
- 美術デザイナー：中村嘉邦
- 美術制作：桂善和、村山柚香
- 装置：古川俊一、西川昌和、丹野吉雄、皆川萌佳
- 大道具操作：村上武志、大澤拓、斉田聡
- 電飾：森田光俊、中野隆志、高橋麻衣
- LEDグラフィクス：針谷絵梨、市川元信
- フロアー装飾：渡邊信也
- 特殊効果：畑中力、樋口志保
- 装飾：野呂利勝
- 楽器：高井啓光
- 衣装：原口恵理
- 持道具：下岸美香
- 化粧：大桶恭子
- CGプロデューサー：増田隼人
- CGデザイナー：森須裕紀
- ＜OAサブ＞
  - TD：依田純
  - VE：高橋康弘
  - 音声：藤井勝彦
  - 音響効果：太田誠也
  - テロップ：徳井託真
  - VFE：森田勝巳
  - 回線：吉村優希
  - VTRルーム：大江剛史、菅野淳悟、吉永雄哉
  - MA：細川尚史
  - 編集：林隆弘
  - TK：飯塚愛美
  - VTRD：伊藤雄介、深谷俊介、細谷知世、清宮嘉浩、山口博、橋本祥吾
  - 演出：樋江井彰敏
- 技術協力：東通、TBSテックス、MBS、OBS、itv、RBC、ティエルシー、エヌ・エス・ティー、TAMCO、アックス、テクト、ラ・ルーチェ、NEXION、J-crew、PRG、RISING、MTPLANNING、三穂電機、Twitter Japan
- 資料協力：CANシステム、USEN、レコチョク
- 素材協力：Shutterstock、毎日新聞社／アフロ、AFP／アフロ、ロイター／アフロ
- 美術協力：株式会社蔵持、西形彩
- 協力：新国立劇場運営財団
- 構成：伊藤正宏、中野俊成、小泉泰成、羽柴拓／恒川省三
- 編成：中島啓介、加藤丈博
- 宣伝：山岸信良、小林恵美子、眞鍋武
- Web/Twitter：松尾智和
- 公開：廣中信行、松元裕二、齋藤絵梨子、橋本祐太
- TK：長谷川道子
- MC担当：金原将公、安永洋平、須藤有加、伊藤良美、唐澤景一、渡辺晴香
- 音cue：深谷俊介
- プロンプター：松原拓也
- アナブース：吉村拓
- 網元：田邊和弘
- ステージ：相川侑輝、永留佑城、渡辺沙織、大塚亮輔、佐藤康昭、久米慶一郎、久川奈緒子、染谷智、近藤靖
- セリ：新美伯、中島浩喜
- 制作協力：BMC
- 演出スタッフ：熊倉哲央、鈴木秀昭、橘信吾、大賀ゆかり、熊谷侑菜、田原和貴、中野瑞穂、袴田俊平、高島瑞希、荒木沙耶、内川祐紀、馬田翔平、小関美保子、伊藤美緒
- MP：吉橋隆雄
- AP：鹿渡弘之、神田祐子、佐藤誠子／原田康弘
- 舞台監督：植木修一
- 演出：原田薫
- ライブ演出：柴田猛司
- 総合演出：竹永典弘
- プロデューサー：大木真太郎、服部英司、髙宮望、時松隆吉
- 制作プロデューサー：落合芳行
- 制作著作：TBS

## ゲスト（レジェンドアーティスト）
- 吉永小百合（第4回大賞受賞者）
- 北島三郎（第33回歌謡曲・演歌部門大賞受賞者）
- 細川たかし（第24・25回大賞受賞者）
- ピンク・レディー（第20回大賞受賞者）
- Wink（第31回大賞受賞者）